# Shahraplakan
Shahraplakan, scritto Sarablangas (Σαραβλαγγᾶς) nelle antiche fonti greche (fl. VII secolo), è stato un generale dell'Impero sasanide che partecipò alla guerra romano-persiana del 602-628.

## Biografia
Shahraplakan appare la prima volta nel 624, quando lo scià persiano Cosroe II di Persia (590–628) lo incaricò del comando del cosiddetto "Nuovo Esercito", composto dai reggimenti di Khosroēgetai e Perozitai secondo Teofane Confessore. Con questo esercito, Shahraplakan si oppose all'imperatore bizantino Eraclio I (610–641), che aveva invaso la Persarmenia e stava passando l'inverno in Albania caucasica. L'esercito di Shahraplakan riuscì a riconquistare molte città ed a ricacciare i bizantini fino a Syunik, conquistando i passi chiave per impedire che Eraclio potesse scendere a sud in Persia nord-occidentale (Atropatene). Eraclio riuscì però ad evitare l'accerchiamento con una serie di manovre. Shahraplakan lo inseguì ma non ingaggiò uno scontro, sperando di unirsi prima ad un esercito guidato dal generale persiano  Shahvaraz. Nonostante Eraclio avesse lanciato numerose sortite contro Shahraplakan per evitarlo, i due eserciti persiani alla fine si riunirono. Incoraggiati dai resoconti fatti dai disertori bizantini, i due generali persiani decisero di non aspettare l'arrivo di un terzo esercito guidato dal rivale Shahin, ma di attaccare Eraclio. Nella battaglia che seguì, i Persiani furono sconfitti.
Secondo una fonte, Shahraplakan fu ucciso nel corso di quella battaglia ("colpito da una spada nella schiena"), ma in seguito riapparse. Nel 627 fu inviato con una forza di circa 1000 uomini specializzati presso le alture di Tbilisi, allora assediate dai bizantini e dai loro alleati "Khazar" (in realtà probabilmente si trattava di Gökturk). Il loro arrivo rinforzò la guarnigione e diede animo ai difensori, ma alla fine la città cadde (probabilmente alla fine del 628). Mentre l'assedio era in corso, a metà settembre del 627, Eraclio lasciò ai Turchi il compito di continuare l'assedio, mentre lui, il suo esercito ed un grosso contingente turco si sarebbero diretti a sud attraverso la Persia. Shahraplakan, coi suoi pochi uomini, non poté fare nulla per impedire l'avanzata dell'imperatore.